# Conduite à risque
Dans les pays occidentaux, la conduite à risque , fait référence à des comportements divers entraînant une mise en danger de soi. Ces comportements peuvent avoir des effets délétères sur l’individu lui-même ou sur autrui. Dans le contexte occidental notamment, elle est souvent le symptôme d'un mal-être en particulier chez les adolescents. 

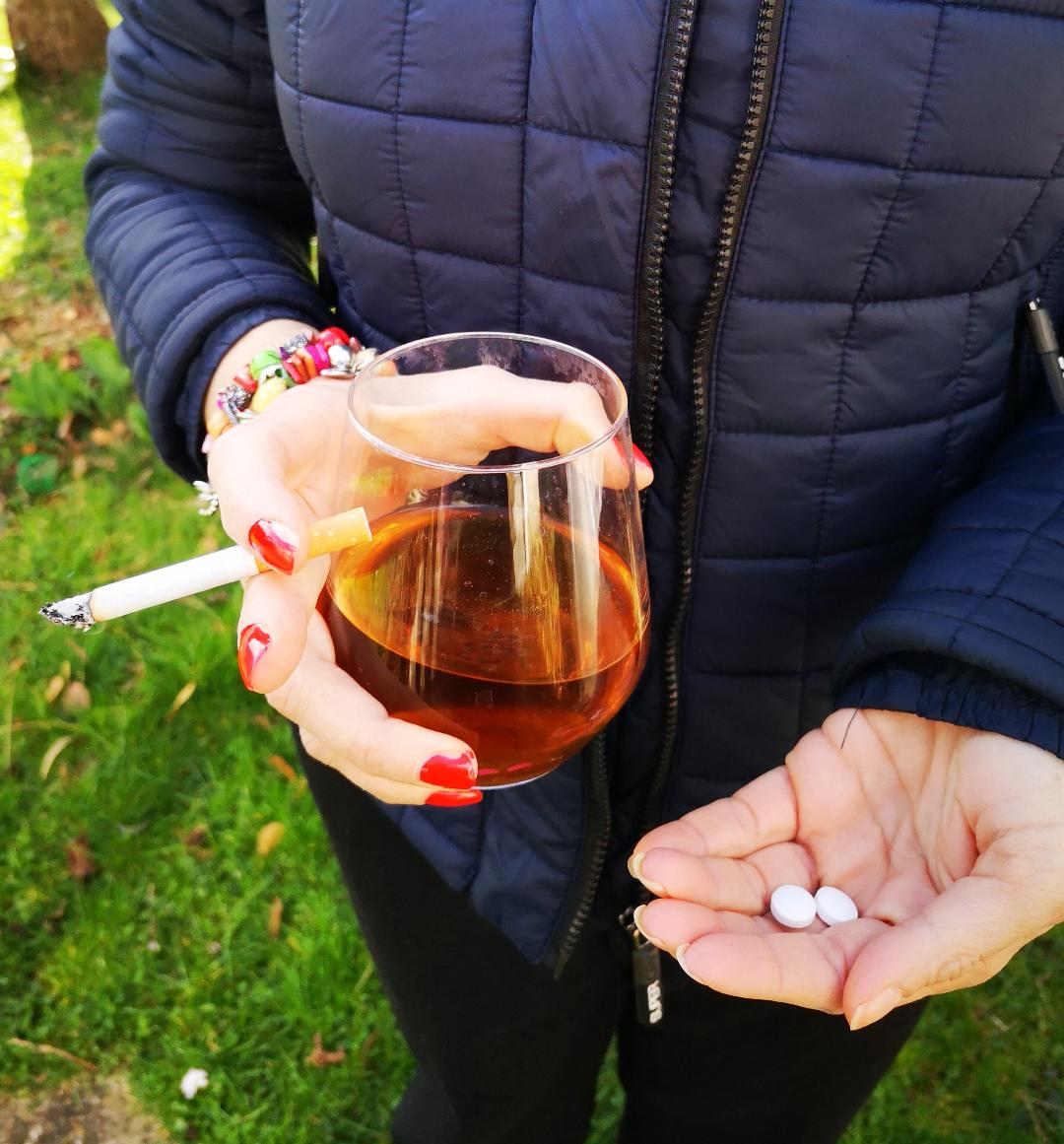
La polyconsommation (consommation d'au moins deux substances psychoactives) est une conduite à risque.

Les conduites à risques sont classées en fonction de la prise de risque, du dépassement des limites recherché et du niveau de mise en danger de l'individu lui-même.  
Les conduites à risque font partie des comportements ordaliques.
La prévention des conduites à risque englobe à la fois des mesures environnementales, législatives et éducatives. 

## Définition
Le concept de conduites à risque recouvre à la fois des comportements et des expérimentations délibérées visant à compromettre sa santé ainsi que son bien-être, voire à s’exposer au risque de mourir.
Il s’agit pour un individu d’affronter délibérément un danger potentiellement mortel et non maîtrisé, ce qui constitue une prise de risque. Ces comportements ou expérimentations peuvent être uniques ou répétés ,.
Il s’agit d’affronter délibérément un danger potentiellement mortel et non maîtrisé : le risque.
Les conduites à risques concernent principalement les adolescents et dans une moindre mesure les autres classes d'âges.

## Typologie des conduites à risque dans le contexte occidental
Le concept de « conduites à risques » englobe différents types de conduites telles que les conduites d’essai et d’exploration, appelées également la « prise de risque » :  l’adolescent va explorer les potentialités de son « nouveau » corps en développement lors de la puberté et va tester ses limites. La mise en danger est minime. 
Il existe également les conduites d’excès ou les conduites de dépassement des limites : ce sont des conduites violentes, tournées vers soi (relation sexuelle non protégée, usage de drogues licites et illicites, conduite automobile dangereuse...). Les limites sont recherchées à leur extrême. La mise en danger est très forte. 
Et, enfin, les conduites ordaliques sont des conduites d’excès où le sujet relève des défis extrêmes (jeu du foulard, roulette russe… ) et prend des risques mortels. Le sujet s’en remet à une instance extérieure  (au hasard, au jugement de Dieu).
Parmi les conduites à risques, la distinction est faite entre :
- Les addictions avec consommation de substances (alcool, tabac, cannabis, médicaments, drogues illicites)[8]
- Les addictions comportementales (cyberdépendance, hyper-sexualité, la pratique excessive de jeux de hasard et d’argent)[8]
- Les comportements sexuels à risques : ces comportements renvoient à des rapports sexuels non protégés et/ou non désirés (pouvant être liés à la consommation de substances, à des violences sexuelles)[11]  ou alors multiplications des partenaires. Les risques sont alors élevés en termes de contamination (infections sexuellement transmissibles) ou de grossesses non désirées [12].
- Les comportements dangereux sur la route (vitesse, la conduite associée à la consommation de substances psychoactives, le non-port du casque, de la ceinture...)[8].
- Les troubles du comportements alimentaires[8] (boulimie, anorexie)  [12].
- Les pratiques sportives à risque[8]: les activités sportives à risques se définissent comme « un engagement physique et moral intense, sur la prise de risque et en rupture avec les sports classiques[13] ». L’engagement dans ces activités est tel qu’il peut conduire à des blessures ou à la mort. Le besoin de sensation l’emporte dans le cas des pratiques sportives à risque [14].
- Les violences tournées vers les autres ou vers soi[8].

## Les conduites à risques chez l'adolescent occidental

### Les conduites à risques pour s’affirmer
Les conduites à risque sont associées à la construction de l’identité personnelle de l’adolescent, et à sa recherche d’autonomie et d’indépendance . 
En effet, les conduites à risque, comme les comportements suicidaires, ivresses aiguës, cyber-addictions, délinquance… sont typiques de l’adolescence et sont considérées comme une étape du passage à l’âge adulte .
Ainsi, boire à l’excès permet à l’adolescent de devenir « homme ». Avoir des relations sexuelles non protégées permet à l’adolescente de tester sa capacité à être mère.
Néanmoins, les conduites à risque doivent faire l’objet de prévention car même si elles contribuent au développement de l’adolescent, elles engendrent de fortes conséquences sur sa santé et son bien-être (maladie, dépendance, handicap , rejet social, problèmes judiciaires...).

### Les conduites à risques pour en finir
L’adolescence est également une période de vulnérabilité. Les conduites à risques sont alors le témoignage d’une souffrance, d’un mal être et peuvent être interprétées comme un appel au secours.
À l’extrême, les conduites à risque (tentatives de suicide) peuvent être un moyen pour l’adolescent de rompre avec les autres, les parents, la société.

### Des conduites à risques différenciées
Les conduites à risques sont différenciées. Si les garçons utilisent les conduites à risques pour développer leur estime de soi, montrer leur virilité (alcoolémie illégale, excès de vitesse, consommation excessive de substances psycho-actives) ou trouver leur place au sein d’un groupe des pairs (conduites ordaliques), les filles ont des conduites à risques plus « secrètes » mettant davantage en jeu leurs corps (scarification, trouble alimentaire, risque de grossesse).
Les conduites à risques des garçons se manifestent davantage à l’extérieur (quartier, route…) alors que celles des filles sont plus « intimes ». 
Ces conduites différenciées expliquent la sur-morbidité et la surmortalité des garçons.

### Prévention
Même si elles contribuent au développement de l’adolescent, les conduites à risque font l’objet de prévention car elles engendrent de lourdes conséquences sur sa santé et son bien-être.
Selon David Le Breton, les conduites à risque, sont « des tentatives douloureuses de se mettre au monde. La tâche des parents, des travailleurs sociaux, des responsables politiques, des médecins, etc., n’est pas de les juger, mais de les comprendre et de s’efforcer, par l’échange, le dialogue, de les prévenir » .
La prévention des conduites à risques repose sur es mesures d’information et d’éducation : des programmes de prévention sont mis en place dans les collèges et les lycées.
Il existe aussi des mesures incitatives et coercitives : par exemple, la loi Evin, la politique d’encadrement des prix de l’alcool, la politique de sécurité routière…
Des dispositifs de terrain mettent en œuvre des actions de prévention et de promotion comme : les Maisons des adolescents, les Centres de soin, d'accompagnement et de prévention en addictologie, le Fil Santé Jeunes, l'association nationale de prévention en alcoologie et addictologie…

## Les facteurs de risques

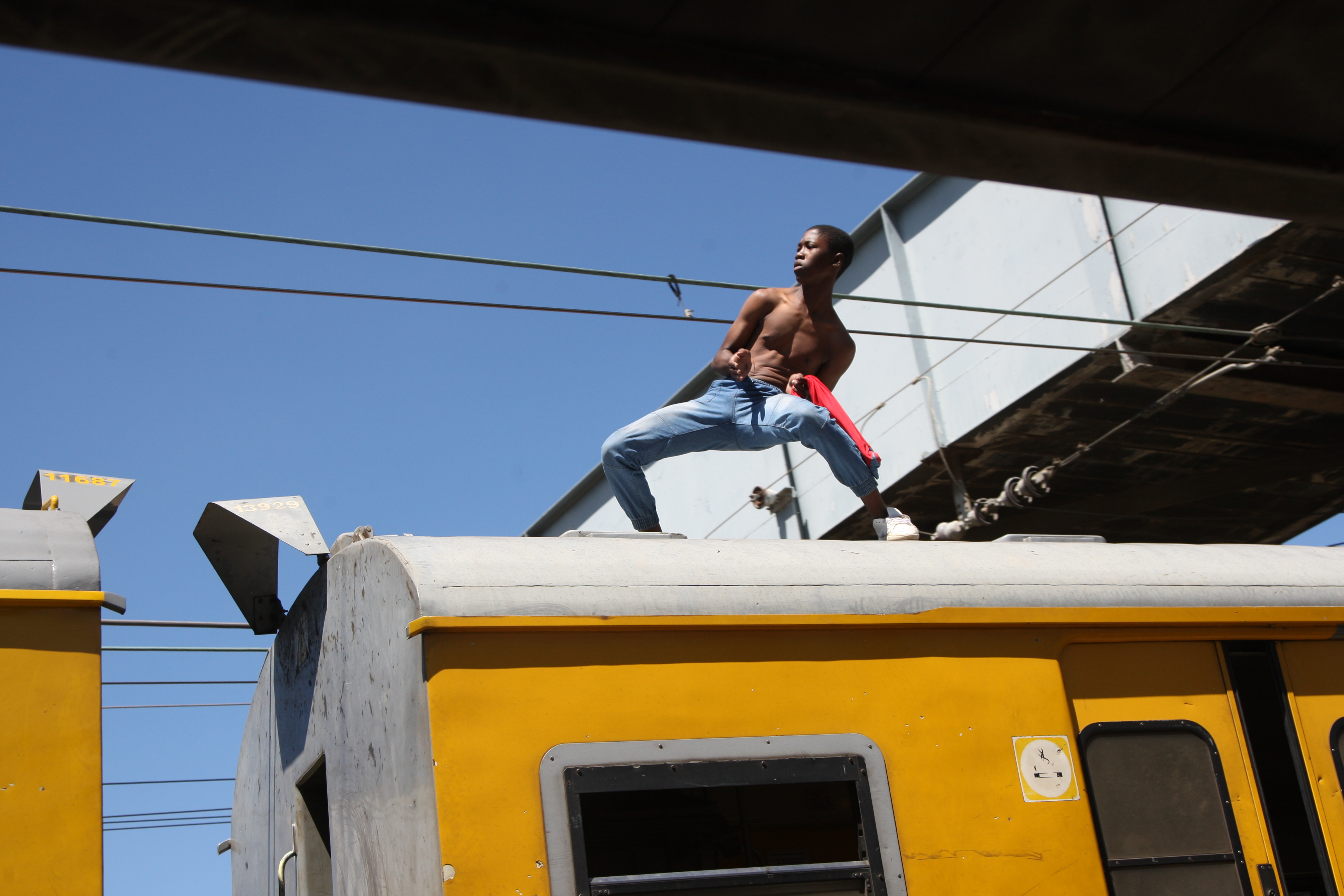
Train surfing dans le township de Soweto en Afrique du Sud.

Il existe divers facteurs de risque qui expliquent les conduites à risque 
Les déterminants inhérents au sujet sont principalement la perception du danger et le degré de conscience de la prise de risque, la quête de sensation forte, anhédonie, désinhibition, le manque d’estime de soi
Parmi les déterminants environnementaux, sont recensés des facteurs comme l’offre de produits dans l’environnement du sujet,
L’âge, la maturité, la fragilité psychologique du sujet, la cohésion de la famille, les relations intrafamiliales, les carences maternelles, les séparations, l’influence du processus d’attachement au cours de l’enfance sont considérés comme des déterminants biologiques des conduites à risque.
Les déterminants sociaux des conduites à risque les plus notables sont l’éducation, l’influence des pairs …

## Conséquences des conduites à risques
Les conduites à risque entraînent des conséquences sur la santé physique et mentale du sujet. Les conséquences peuvent être immédiates (accident, handicap, décès…) ou à plus long terme (cancers, dépendance, névrose…).
Parmi les principales conséquences sociales se trouvent la détérioration des liens familiaux, rejet, isolement, décrochage scolaire.
Enfin, les conduites à risques peuvent engendrer des conséquences judiciaires .